# 彰化縣立秀水國民中學
彰化縣立秀水國民中學（英語：Changhua County Hsiushui Junior High School），是位於臺灣彰化縣秀水鄉的一所國中，又稱「秀水國中」，簡稱「秀中」，於1962年成立，並於1967年10月23日命名為彰化縣立秀水初級中學。為施行九年國民教育，改制為彰化縣立秀水國民中學，1978年增辦附設補習學校。

## 校園沿革
1962年，開始籌設，縣府派陳阿聰、謝瑞章先後為籌備主任。1963年7月，縣立秀水農校始以縣立鹿港中學分班名義招收新生一班。1964年3月，呈准將該班正式附設於秀水農校，定名秀水農校附設初中。1967年5月，縣府改派蔡錦忠為籌備主任。1967年8月1日，附設初中脫離農校獨立。1967年10月23日，正式獨立設校，正名彰化縣立秀水初級中學。1967年12月，蔡錦忠上任首任校長。1968年8月1日，施行九年國民教育改制為彰化縣立秀水國民中學。1975年8月1日，施謨接任校長。1976年增購南邊校地。1978年增辦附設補校。1980年8月21日，任成龍接任校長。1989年2月28日，張芸亭接任校長。1996年2月1日，羅景全上任代理校長。1996年3月23日，程武雄接任校長。1997年8月23日，洪先智接任校長。1999年2月，洪先智自校長退休，羅景全代理校長。1999年3月29日，謝東閔接任校長。2007年2月1日，羅明星接任校長。2014年2月1日，羅明星調任永靖國中，涂秋美接任校長。2022年2月1日，涂秋美自校長退休，由教務主任謝慧蘭代理校長。2022年4月11日，彰化縣政府派課程督學吳建中代理校長。2022年8月1日，林正源接任校長。

## 補校
彰化縣立秀水國民中學附設補習學校簡稱「補校」創立於1978年，為滿足肄業者和給予民眾未達成的成就設立。

## 特殊榮譽
- 2020年：學生參加109年度全國語文競賽，獲得閩南語情境演說組特優。
- 2022年：學生校隊直笛隊參加 110學年度全國學生音樂比賽，榮獲直笛合奏組特優。
- 2022年：學生社團光影社參加 110年學年度全國創意戲劇比賽，獲得現代偶戲類光影偶戲組特優。
- 2024年：學生參加113年度彰化縣本土語言口說藝術競賽，榮獲國中組第一名。

## 外部連結
- 彰化縣學校基本資料平台-秀水國中 （页面存档备份，存于）